# اندیس آنومالی دلقوز داغ
آنومالی دلقوز داغ یک اندیس فلزی است که در حوالی شهر عجب شیر استان آذربایجان غربی قرار دارد و مادهٔ معدنی موجود در آن، طلا است.سنگ میزبان این اندیس گرانیت است و دیرینگی آن به دوران کرتاسه می‌رسد. در این اندیس، پاراژنز‌های نقره، سینابر، بروشانتیت، لیمونیت، پیریت یافت می‌شوند.